# Стремово
Стре́мово (болг. Стремово) — село в Кирджалійській області Болгарії. Входить до складу общини Кирджалі.

## Населення
За даними перепису населення 2011 року у селі проживали 192 особи, з них 184 особи (99,5%) — турки.
Розподіл населення за віком у 2011 році:
Динаміка населення: